# Jean-Baptiste Verchère de Reffye

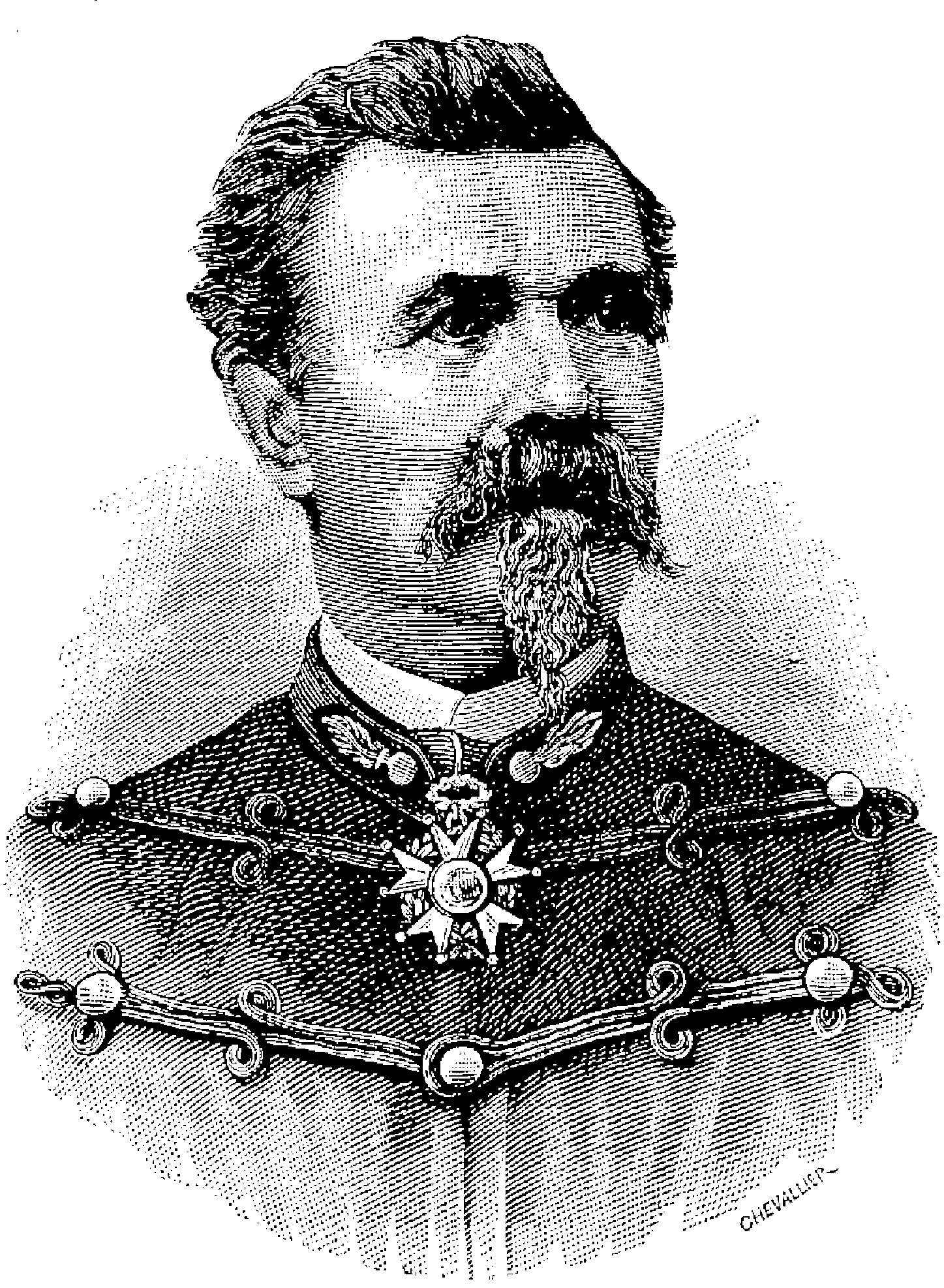

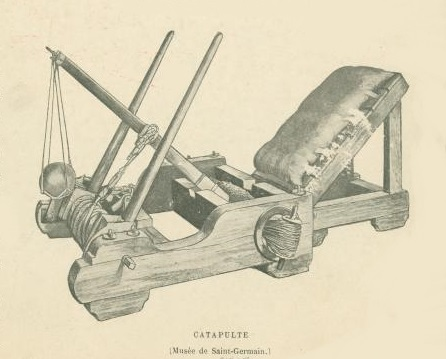
Rekonstruktion eines römischen Katapults

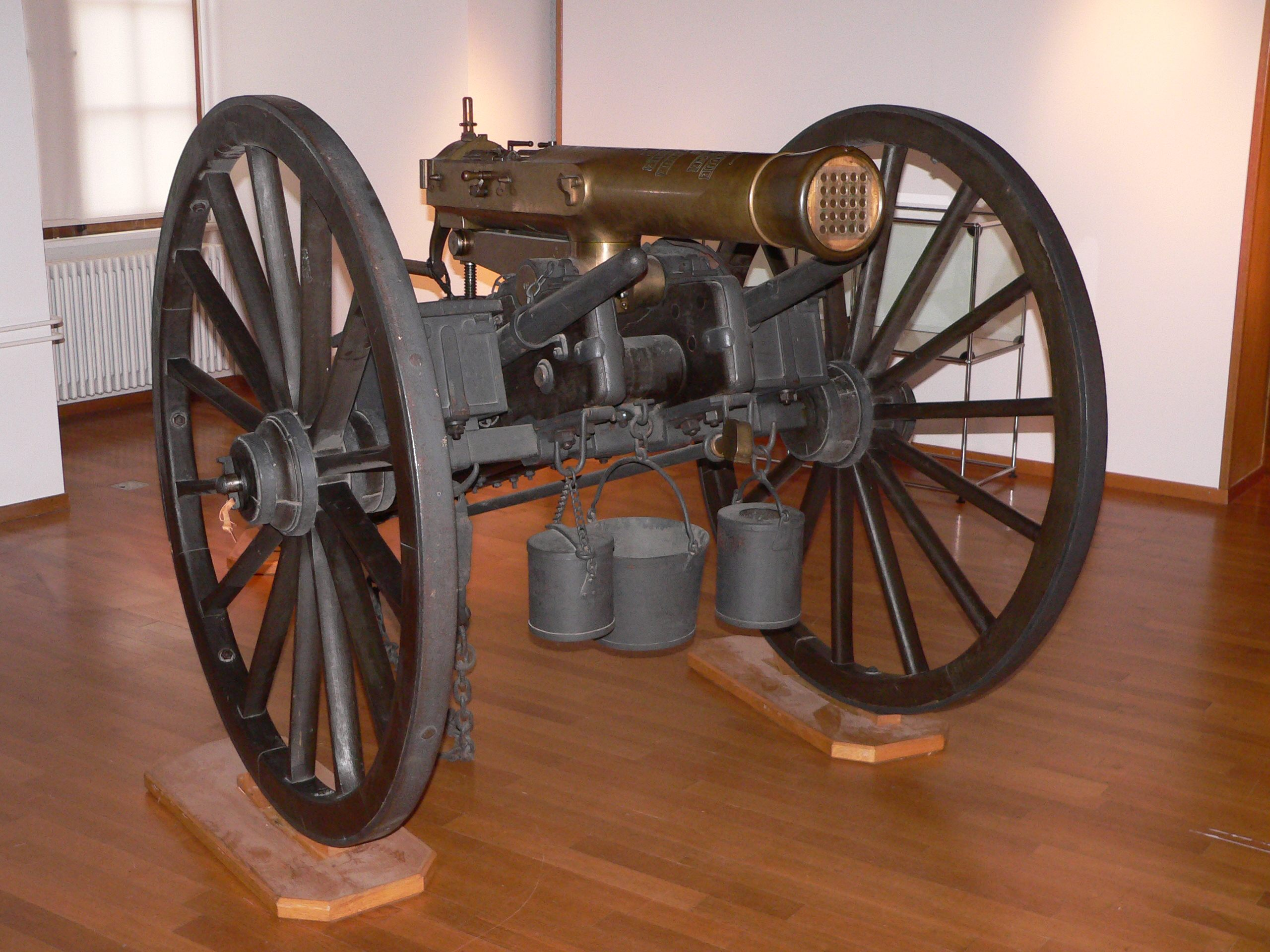
Reffye-Mitraileuse

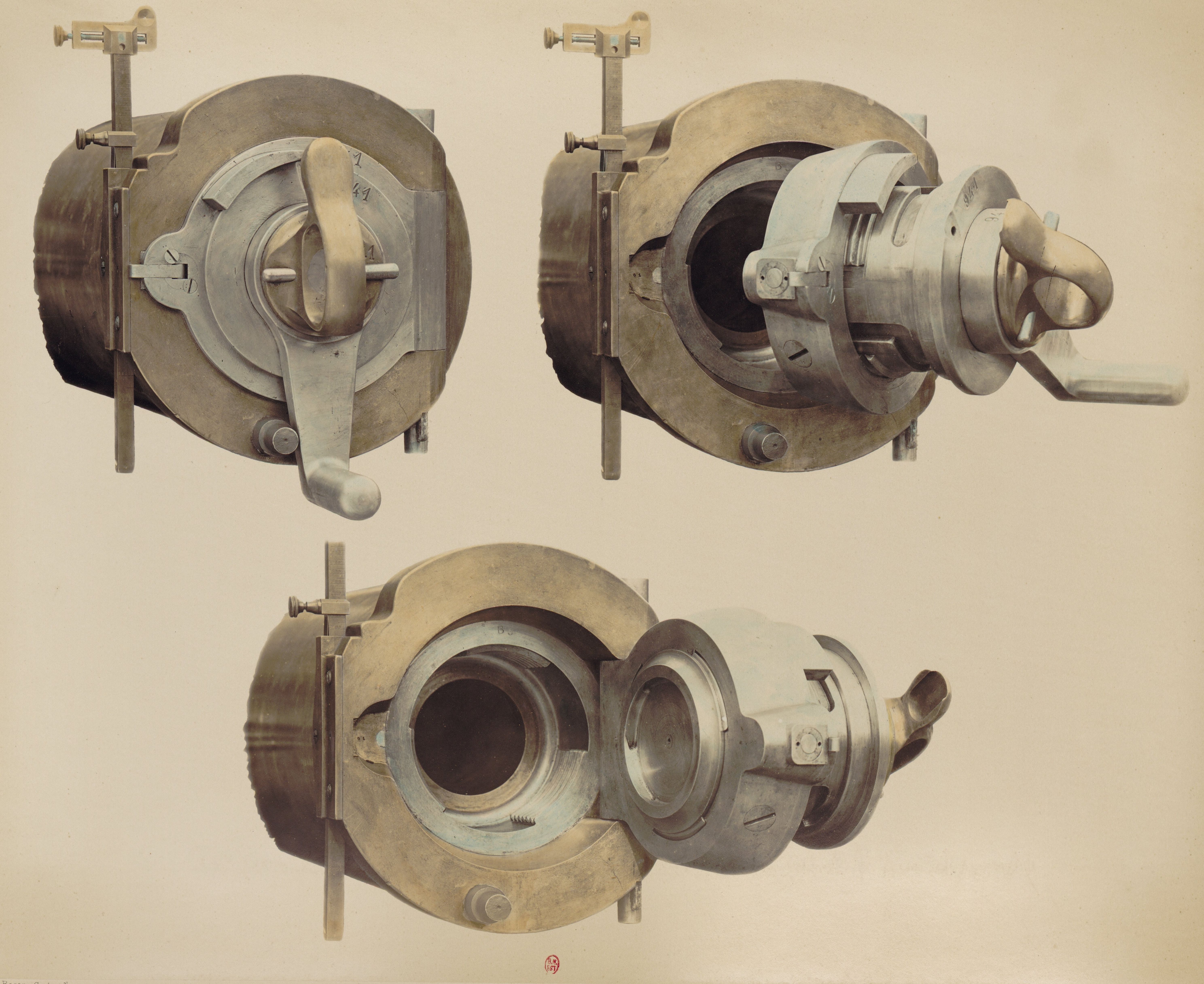
Canon de 7, Verschluss

Jean-Baptiste Auguste Philippe Dieudonné Verchère de Reffye (* 30. Juli 1821 in Straßburg; † 3. Dezember 1880 in Versailles) war ein französischer Konstrukteur von Geschützen. Er war auch semiprofessionell der Malerei und Archäologie zugetan.

## Leben und Wirken
Ab dem 1. November 1841 besuchte er die École polytechnique, entschied sich dann für eine Offizierslaufbahn im französischen Heer und besuchte ab dem 24. November 1843 eine Militärakademie (l’Ecole d’Application) in Metz. Er kehrte nach Straßburg zurück, wo er ab dem 20. Januar 1846 im 15-ten Artillerieregiment diente. In seiner Freizeit arbeitete er mit befreundeten Künstlern wie Félix Haffner, Gustave Brion, Louis Frédéric Schützenberger oder Gustave Jundt zusammen. Nach der Februarrevolution 1848 wurde de Reffye nach Paris geschickt, wo er die Künstler Jean-Léon Gérôme und Auguste Toulmouche kennenlernte. Weiter wurde er in dem fünften Artillerieregiment in Straßburg und dem dritten in Metz eingesetzt. Am 29. März 1853 wurde de Reffye Assistent der Waffenproduktion in Tulle. Dort sammelte er wertvolle Erfahrungen für seine späteren Konstruktionen. 1858 nahm er einen Lehrauftrag an einer Artillerieschule an.
De Reffye interessierte sich für antike Kriegsmaschinen, von denen er Modelle anfertigte. Diese Modelle halfen seinem Freund Brion, der für den Kaiser Napoleon III ein Gemälde erstellte, welches die Belagerung einer Stadt durch Julius Caesar darstellte. Zugleich erregten die Modelle die Aufmerksamkeit des Kaisers, für den Archäologie eine große Passion war. Die beiden Männer begannen auf dem Gebiet Ende der 1850er Jahre zusammenzuarbeiten. Brions Gemälde und Reffyes Modelle wurden 1861 in der Kunstausstellung Salon de Paris gezeigt. Napoleon III schlug Reffye vor, im Museum für Gallorömische Antiquitäten (Musée des antiquités Gallo-Romaines), dem heutigen Musée d’Archéologie nationale, mitzuarbeiten. Im August 1862 ernannte Napoleons III. de Reffye zu seinem Ordonnanzoffizier. 1866 beendete de Reffye seine Arbeit an den römischen Kriegsmaschinen und übergab sie dem Museum. De Reffye war ein Mitglied der Kommission zum Aufbau des Museums und blieb diesem bis 1870 verbunden, als ihn der Deutsch-Französische Krieg zum Umzug zwang. Ebenso gehörte de Reffye der Commission de topographie des Gaules zur Erforschung von Gallien (römisches Frankreich) an. Sein Interesse galt insbesondere Alesia. 1864 publizierte de Reffye über die in Alesia gefundenen Waffen. Jedoch wurde seine Expertise auf diesem Gebiet angezweifelt.
Mitte des 19. Jahrhunderts gab es in der Waffentechnik große Fortschritte, die Artillerie war im Umbruch. 1860 entwickelte Joseph Montigny eine Mitrailleuse, ein Salvengeschütz; Napoleon III zeigte Interesse an der Waffe und beauftragte Reffye an Verbesserungen zu arbeiten. Dieses geschah ab 1863 bis 1867 in den kaiserlichen mechanische Werkstätten von Meudon. De Reffye, der inzwischen die Leitung über Meudon hatte, wandte sich Hinterladergeschützen zu. 1867 konstruierte er einen Schraubenverschluss und das darauf basierende Geschütz Canon de 7.
Am 19. Juli 1870 brach der Deutsch-Französische Krieg aus. Die eingesetzte Reffye-Mitrailleuse zeigte nicht die erhoffte Leistung. Das Hinterladergeschütz von Reffye war hingegen noch nicht eingeführt. Dieses wurde nun während der Belagerung von Paris (1870–1871) produziert. Vor der Einschließung von Paris wurde De Reffye nach Nantes geschickt. Dort übernahm er am 19. September 1870 die Leitung über die Fabriken sowie die Gießerei von Indret in Indre. Es gelang ihm 400 Mitraileusen und 300 Geschütze zu produzieren. Als die Deutschen Nantes bedrohten, musste de Reffye erneut evakuieren. Er floh nach Tarbes, das nahe der spanischen Grenze liegt. Nach dem Krieg, im Jahre 1874, baute er dort die Fabriken aus. Die geschlagene französische Artillerie rüstete er mit einer verbesserten Canon de 7, der Canon Reffye de 85 mm, neu aus. Später kam noch einer leichtere Variante Canon Reffye de 75 mm (Canon de 5) dazu.
Für seine Verdienste wurde er als Kommandeur der Ehrenlegion geehrt und am 8. Januar 1878 wurde er zum Brigadegeneral befördert. Bei bereits angeschlagener Gesundheit fiel er am 28. März 1879 vom Pferd und starb später an den Folgen.

## Publikationen
- Les Armes d’Alise in: Revue archéologique, Band 10, Juli–Dezember 1864, Digitalisat